# Venarsal
Venarsal ist eine Ortschaft und eine Commune déléguée in der französischen Gemeinde Malemort mit 491 Einwohnern (Stand 1. Januar 2022) im Département Corrèze in der Region Nouvelle-Aquitaine.
Mit Wirkung vom 1. Januar 2016 wurden die ehemaligen Gemeinden Malemort-sur-Corrèze und Venarsal fusioniert und bilden seitdem die Commune nouvelle Malemort. Die Gemeinde Venarsal gehörte zum Arrondissement Brive-la-Gaillarde.

## Geografie
Venarsal liegt im Ballungsraum etwa acht Kilometer nordöstlich von Brive-la-Gaillarde und etwa 76 Kilometer südsüdöstlich von Limoges. 

## Wappen
Beschreibung: In Gold drei schwarze Hermelinschwänze 2;1 gestellt und durch einen blauen Balken mit drei silbernen fünfstrahligen Sternen belegt, getrennt.

## Bevölkerungsentwicklung
| Jahr                       | 1962 | 1968 | 1975 | 1982 | 1990 | 1999 | 2006 | 2011 |
| Einwohner                  | 190  | 203  | 185  | 265  | 344  | 369  | 421  | 515  |
| Quellen: Cassini und INSEE |      |      |      |      |      |      |      |      |

## Sehenswürdigkeiten
- Kirche Saint-Martial aus dem 12. Jahrhundert

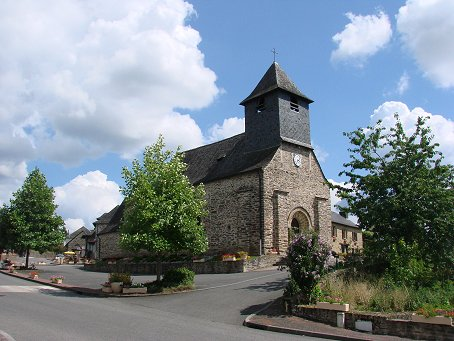
Kirche Saint-Martial

- Brunnen Saint-Martial